# Giải bóng đá hạng nhì quốc gia Cộng hòa Síp 1980–81
Giải bóng đá hạng nhì quốc gia Cộng hòa Síp 1980–81 là mùa giải thứ 26 của bóng đá hạng nhì Cộng hòa Síp.  Evagoras Paphos giành danh hiệu thứ 3.

## Thể thức thi đấu
Có 14 đội tham gia Giải bóng đá hạng nhì quốc gia Cộng hòa Síp 1980–81. Tất cả các đội đều thi đấu 2 trận, một trân sân nhà và một trận sân khách. Đội nhiều điểm nhất sẽ lên ngôi vô địch. Hai đội đầu bảng xuống hạng Giải bóng đá hạng nhất quốc gia Cộng hòa Síp 1981–82. Hai đội cuối bảng xuống hạng Giải bóng đá hạng ba quốc gia Cộng hòa Síp 1981–82.

### Hệ thống điểm
Các đội bóng nhận được 2 điểm cho một trận thắng, 1 điểm cho một trận hòa và 0 điểm cho một trận thua.

## Thay đổi so với mùa giải trước
Các đội thăng hạng Giải bóng đá hạng nhất quốc gia Cộng hòa Síp 1980–81
- Nea Salamis Famagusta FC

Các đội xuống hạng từ Giải bóng đá hạng nhất quốc gia Cộng hòa Síp 1979–80
- APOP Paphos FC
- Evagoras Paphos

Các đội thăng hạng từ Giải bóng đá hạng ba quốc gia Cộng hòa Síp 1979–80
- Iraklis Gerolakkou

Các đội xuống hạng Giải bóng đá hạng ba quốc gia Cộng hòa Síp 1980–81
- ASIL Lysi
- Ethnikos Assia FC

## Bảng xếp hạng
| Vị thứ | Đội                        | St. | T. | H. | B. | BT. | BB. | BT. | Đ. | Ghi chú                                                                  |
| ------ | -------------------------- | --- | -- | -- | -- | --- | --- | --- | -- | ------------------------------------------------------------------------ |
| 1      | Evagoras Paphos            | 26  |    |    |    |     |     |     | 39 | Vô địch-thăng hạng Giải bóng đá hạng nhất quốc gia Cộng hòa Síp 1981–82. |
| 2      | APOP Paphos FC             | 26  |    |    |    |     |     |     | 36 | Thăng hạng Giải bóng đá hạng nhất quốc gia Cộng hòa Síp 1981–82.         |
| 3      | AEM Morphou                | 26  |    |    |    |     |     |     | 32 |                                                                          |
| 4      | Ermis Aradippou FC         | 26  |    |    |    |     |     |     | 32 |                                                                          |
| 5      | Ethnikos Achna FC          | 26  |    |    |    |     |     |     | 30 |                                                                          |
| 6      | Chalkanoras Idaliou        | 26  |    |    |    |     |     |     | 28 |                                                                          |
| 7      | Orfeas Nicosia             | 26  |    |    |    |     |     |     | 26 |                                                                          |
| 8      | Adonis Idaliou             | 26  |    |    |    |     |     |     | 25 |                                                                          |
| 9      | PAEEK FC                   | 26  |    |    |    |     |     |     | 21 |                                                                          |
| 10     | Othellos Athienou FC       | 26  |    |    |    |     |     |     | 21 |                                                                          |
| 11     | Digenis Akritas Morphou FC | 26  |    |    |    |     |     |     | 21 |                                                                          |
| 12     | Akritas Chlorakas          | 26  |    |    |    |     |     |     | 21 |                                                                          |
| 13     | Iraklis Gerolakkou         | 26  |    |    |    |     |     |     | 18 | Xuống hạng Giải bóng đá hạng ba quốc gia Cộng hòa Síp 1981–82.           |
| 14     | Neos Aionas Trikomou       | 26  |    |    |    |     |     |     | 13 | Xuống hạng Giải bóng đá hạng ba quốc gia Cộng hòa Síp 1981–82.           |

Hệ thống điểm: Thắng=2 điểm, Hòa=1 điểm, Thua=0 điểm
Quy tắc xếp hạng: 1) Điểm, 2) Hiệu số, 3) Bàn thắng